# Ruschia namusmontana
Ruschia namusmontana là một loài thực vật thuộc họ Aizoaceae. Đây là loài đặc hữu của Namibia. Môi trường sống tự nhiên của chúng là vùng nhiều đá và sa mạc lạnh.